# Asus
AsusTek Computer Incoporated je tajvanska multinacionalna kompanija za proizvodnju hardvera za računare, sa sedištem u Tajpeju, Tajvan. Proizvode desktopove, laptopove, netbook-ove i tablet računare, mobilne telefone, monitore, projektore, matične ploče, grafičke kartice, proizvode namenjene za multimediju, servere itd. 
Asus je četvrti najveći distributer računara u 2015. godini po jedinici prodaje. Asus se pojavljuje u biznis nedeljniku InfoTech 100 i Asian top 10 IT Companies (Najbolje 10 IT kompanije Azije), i rangirana je na prvom mestu u IT hardver kategoriji u top 10 svetskim brendovima, sa ukupnom vrednošću brenda od 1,3 milijardi dolara.

## Ime
Prema zvaničnom sajtu, ime ASUS potiče od Pegasusa, jednoroga u grčkoj mitologiji. Samo poslednja četiri slova ove reči , korišćene redom, upotrebljena su za ime kompanije, kako bi joj omogućili visoku poziciju u različitim listama, koje se zasnivaju na alfabetskoj klasifikaciji pojmova. Najpre je slogan kompanije bio Inspirišuća inovacija, Uporno savršenstvo, a potom U potrazi za neverovatnim, koji se i danas koristi.

### Asus slogans/taglines
- (2003–2009)
- (2009–2013)
- (2014–present)

## Istorija
Kompanija Asus osnovana je u Tajpeju, 1989. godine. Osnovali su je T. H. Tung, Ted Hsu, Vejn Hsij i M. T. Liao. Sva četvorica su prethodno radila u sličnoj kompaniji, "Acer", kao hardverski inženjeri. U to vreme, Tajvan je jos uvek radio na zauzimanju vodeće pozicije u svetu računara. Intel korporacija je snabdevala najnovijom kompjuterskom opremom najpre razvijenije kompanije, kao što je IBM, a Tajvanske kompanije su čekale približno šest meseci nakon što IBM primi njihove inženjerske prototipe. Prema legendi, kompanija je kreirala prototip matične ploče koristeći Intel 486. Kada je Asus zahtevao da testira Intel procesor, ustanovljeno je da postoji problem sa matičnom pločom. Asus je rešio problem Intel kompanije, tako da je procesor bio ispravan, bez potrebe za većim modifikacijama. Od tada, Asus prima inženjerske uzorke Intel kompanije pre svih konkurenata.

## Operacije
Štab Asus kompanije je u Beito okrugu, u Tajpeju, u Tajvanu. Od 2009. godine, Asus proizvodi u velikom broju gradova širom Japana, delom u Kini, Meksiku, kao i u Češkoj. Najveći prodajni centar ove kompanije je u gradu Sudžou, približne površine od 540.000m2. Asus posluje sa više od 50 servisa u 32 države sveta, uključujući i Srbiju, sa preko 400 partnera svuda u svetu.

## Proizvodi
Asortiman ove kompanije uključuje 2 u 1 računare, laptopove, tablet računare, desktop računare, mobilne telefone, lične digitalne asistente (PDA), servere, monitore, matične ploče, grafičke kartice, optičke uređaje, mrežne uređaje, kućišta, računarske komponente i sisteme za hlađenje računara.